# UD・GH系エンジン
UD・GH系エンジンは、UDトラックス（以下、「UD」と記述）が製造するディーゼルエンジンである。

## 概要
2010年にUD製トラックの平成21/22年排出ガス規制への適合に伴い登場した。「クオン」などに搭載される大型用と「コンドル」に搭載される中型用とに大別される。どちらも同じ「GH」を冠しているが、性格は大きく異なる。大型・中型用を問わず全てSOHC、4バルブ、直接噴射式、インタークーラーターボ（可変容量型）付きである。

## 大型用
大型用は、ボルボグループが世界的に使用している直列6気筒エンジンをベースに日本市場向けに燃焼室形状などを変更したものである。燃料噴射装置にはユニットインジェクタ式を用いている。設計はボルボトラックスによるが、製造は同部門を日本国内で担当しているUDトラックスの上尾工場で行われる。
ブロックの構造はコンベンショナルなディープスカート構造で、提携先のいすゞW系エンジンおよびH系エンジン、ならびにかつて自社で権利を保有していたZDエンジンで採用されているハーフスカートラダーフレーム構造は用いられず、性能よりコストを重視したエンジンである。また、メルセデス・ベンツのOM502で採用されているメインベアリングキャップとブロックを結合させ、支持剛性を向上させることもやっていない。

### GH8
内径110mm×行程135mm、排気量7,697cc。UD・SLFとUD・クエスター、UD・クオンに搭載される。
| エンジン型式 | 最高出力（ネット値） [kW (PS) /rpm] | 最大トルク（ネット値） [N·m (kgf·m) /rpm] |
| ------------ | ----------------------------------- | ----------------------------------------- |
| GH8TA        | 263 (357) /2,200                    | 1,428 (145.6) /1,200 -1,600               |

### GH11

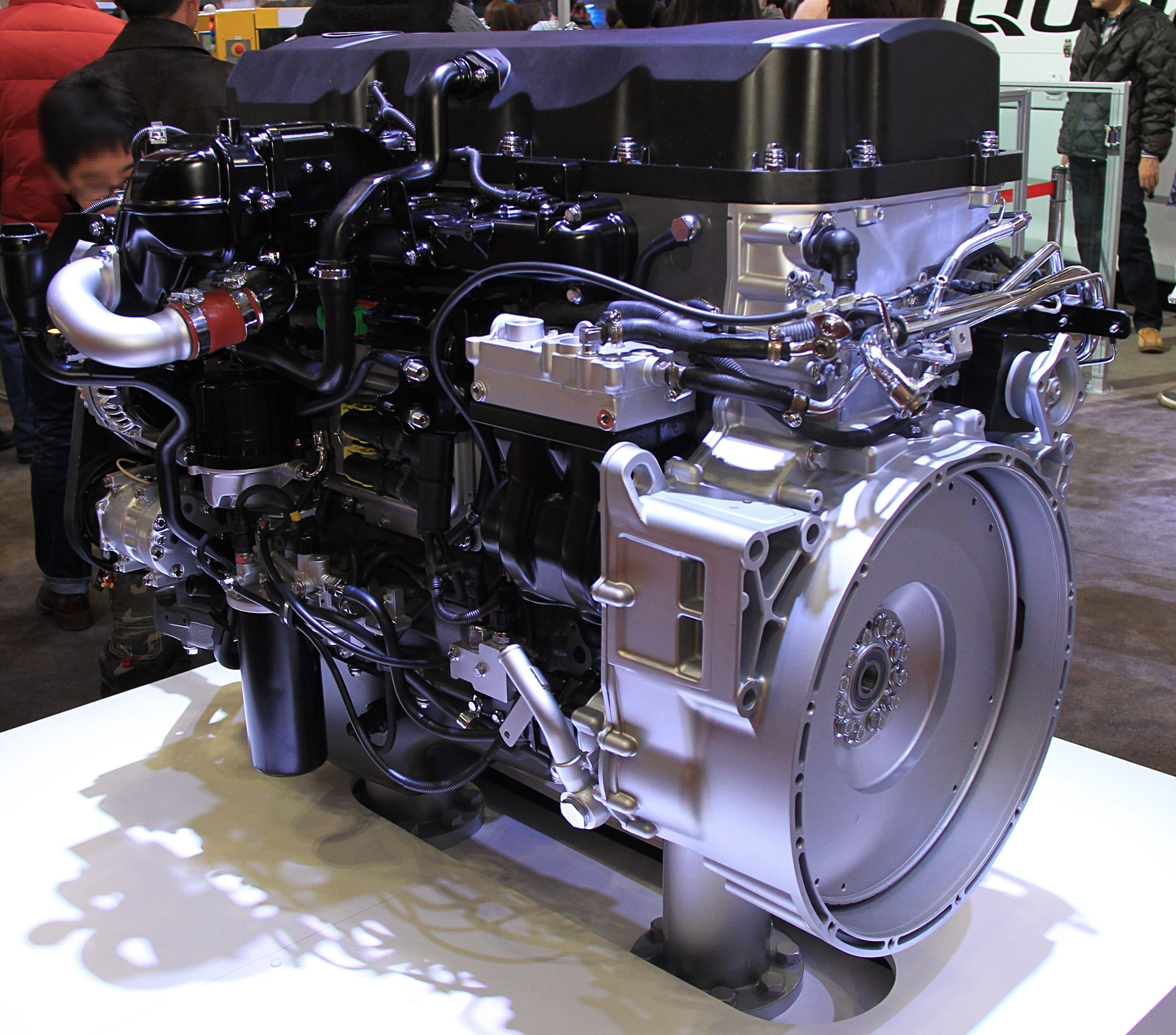
GH11

内径123mm×行程152mm、排気量10,836cc。ベースエンジンはボルボのD11C型。同シリーズにルノー・トラックスのDXi11型、マック・トラックスのMP7型が存在する。「クオン」単車系全車・GK系トラクタの一部のほか、新興国向け「クエスター」、「クオン」トラクタとの姉妹車である「いすゞ・ギガ」トラクタ（3代目、EK系）、他社へOEM供給される全輪駆動除雪車（日野自動車へのHF・HZ系およびいすゞ自動車へのSF・SZ系）にも搭載される。以下の4モデルがラインアップされている。
このエンジンはコンロッドボルトを２本にすることで大端部を小さくして斜め割を避けている。同じ方式を使っているのはふそうトラックの6M70である。
| エンジン型式 | 最高出力（ネット値） [kW (PS) /rpm] | 最大トルク（ネット値） [N·m (kgf·m) /rpm] |
| ------------ | ----------------------------------- | ----------------------------------------- |
| GH11TA       | 257 (350) /1,800                    | 1,442 (147) /1,200                        |
| GH11TB       | 279 (380) /1,800                    | 1,716 (175) /1,200                        |
| GH11TC       | 302 (410) /1,800                    | 1,814 (185) /1200                         |
| GH11E        | 309 (420) /1,900                    | 2,000 (204) /1,000-1,400                  |

### GH13

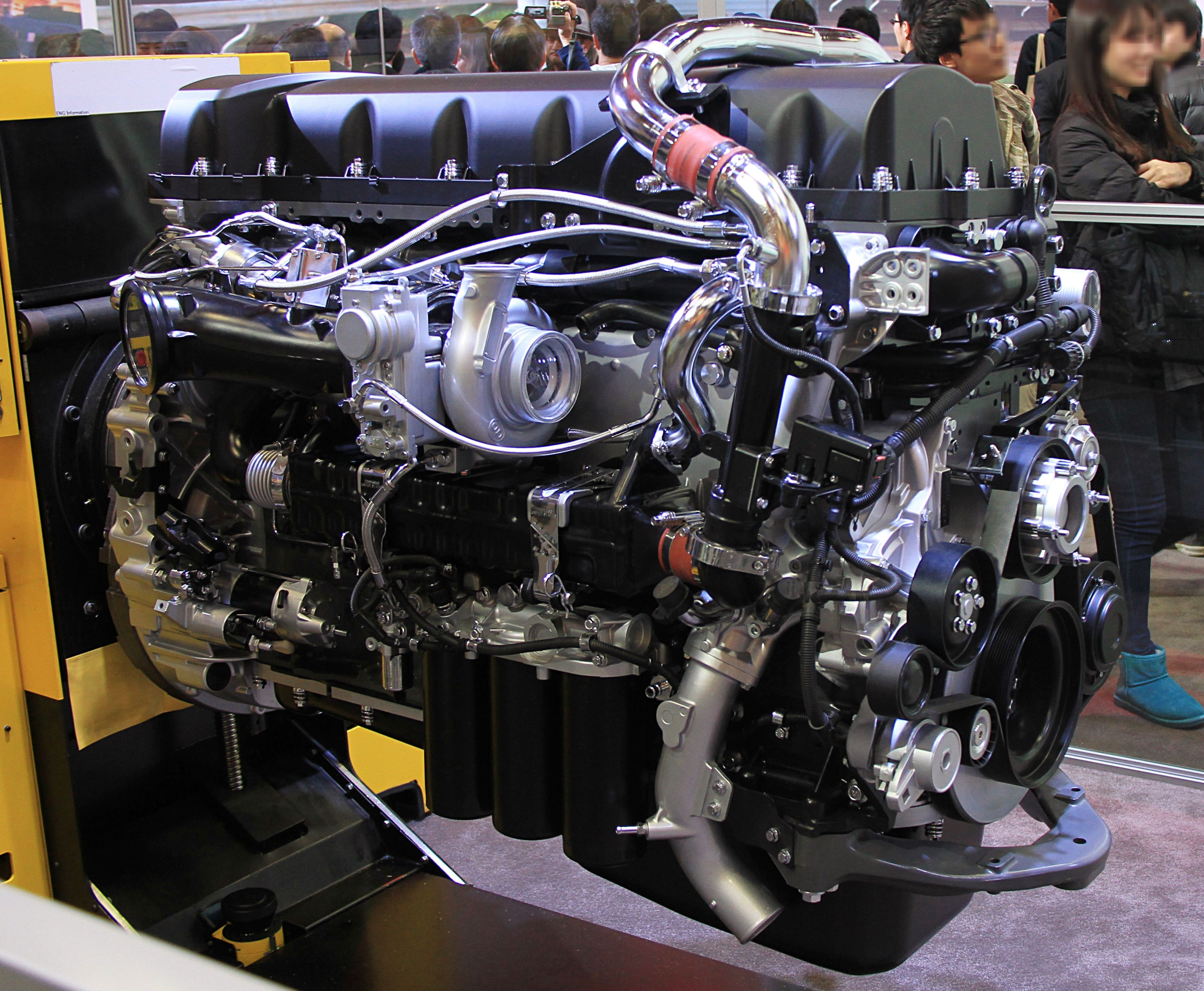
GH13

内径131mm×行程158mm、排気量12,777cc。ベースエンジンはボルボのD13C型。同シリーズにルノー・トラックスのDXi13型、マック・トラックスのMP8型が存在する。「クオン」トラクタ（GW系）、「ギガ」トラクタ（3代目、EW系）に搭載される。以下の2モデルがラインアップされている。
尚、このエンジンはコンロッド大端部が斜め割となっているため、大端部の剛性を出しにくく、真円度が狂いやすいため異音が出やすい欠点を持つ。また慣性質量がクランクから見て左右アンバランスであるため、振れ回りが大きくなり音や振動が大きくなる。
| エンジン型式 | 最高出力（ネット値） [kW (PS) /rpm] | 最大トルク（ネット値） [N·m (kgf·m) /rpm] |
| ------------ | ----------------------------------- | ----------------------------------------- |
| GH13TD       | 331 (450) /1,800                    | 2,157 (220) /1,200                        |
| GH13TE       | 353 (480) /1,800                    | 2,157 (220) /1,200                        |

## 中型用
中型用は、設計・製造ともUDが行っている。ボルボグループのベースエンジンとすることも考慮されており、2014年施行のEURO 6に適合させるべく、本機をベースとしたエンジンをボルボのD7F型（排気量7,145cc）などの代替用として投入する計画である。
燃料噴射装置にはコモンレール式を用いている。モジュール設計による直列4気筒/6気筒が存在する。

### GH5

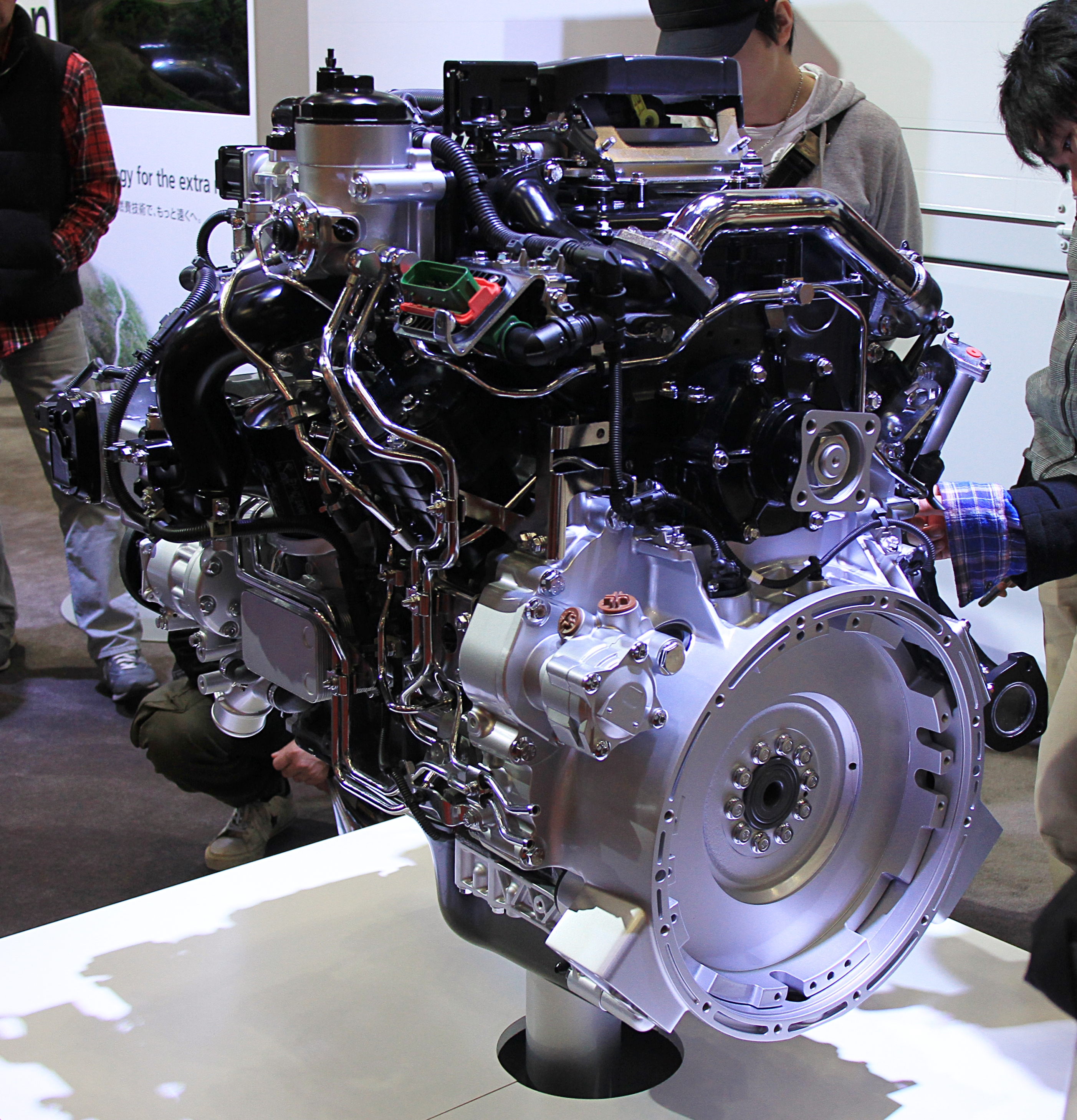
GH5

内径110mm×行程123mmの直列4気筒、排気量4,675cc。このモデルのみ2011年に登場。「コンドル」MK系全車とLK系に搭載される。以下のモデルがラインアップされている。
| エンジン型式 | 最高出力（ネット値） [kW (PS) /rpm] | 最大トルク（ネット値） [N·m (kgf·m) /rpm] |
| ------------ | ----------------------------------- | ----------------------------------------- |
| GH5TA        | 158 (215) /2,500                    | 628 (64) /1,400                           |

### GH7

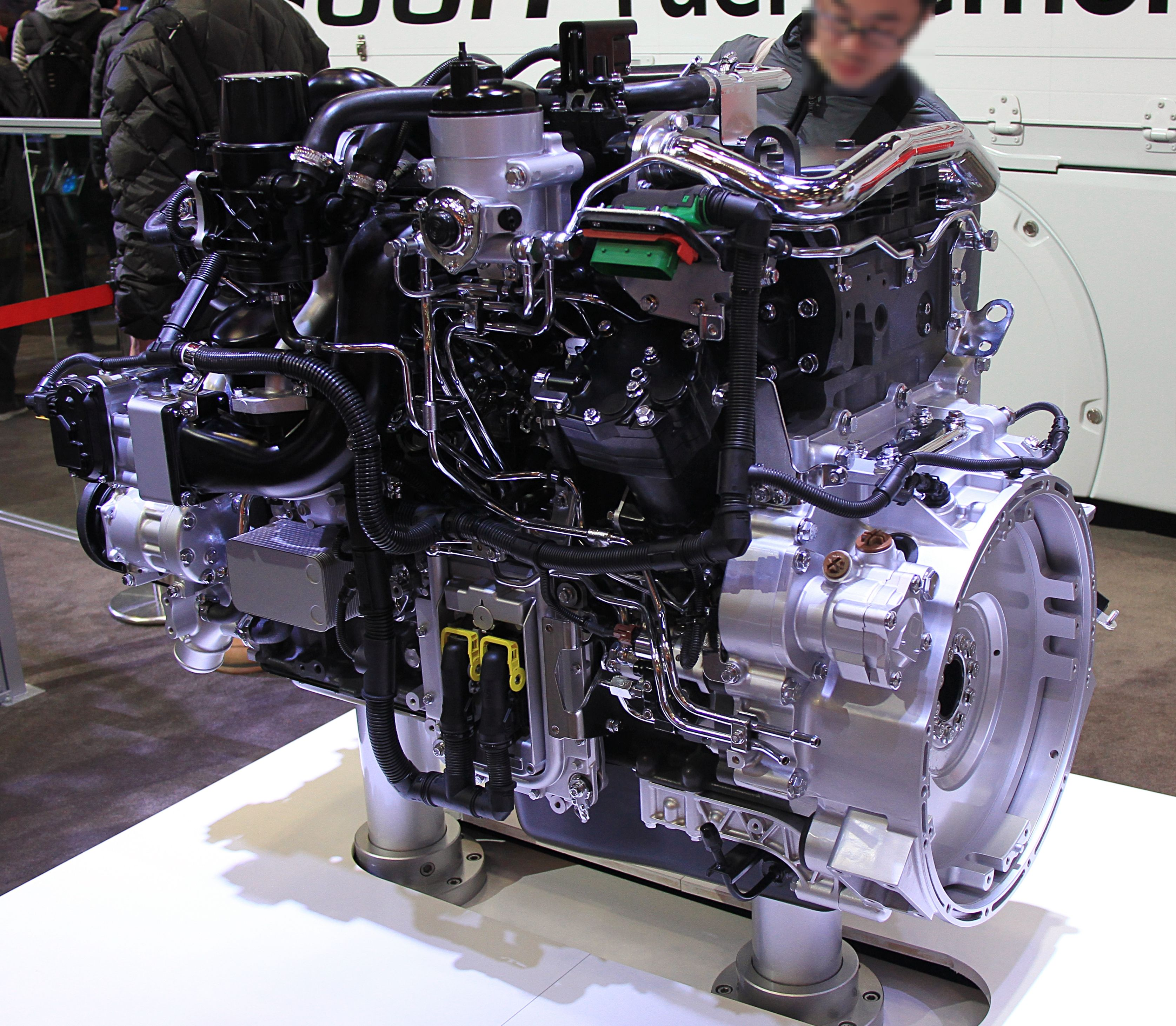
GH7

GH5の直列6気筒版で排気量7,013cc。「コンドル」PK・PW系全車とLK系の一部に搭載される。以下の2モデルがラインアップされている。
| エンジン型式 | 最高出力（ネット値） [kW (PS) /rpm] | 最大トルク（ネット値） [N·m (kgf·m) /rpm] |
| ------------ | ----------------------------------- | ----------------------------------------- |
| GH7TA        | 180 (245) /2,500                    | 716 (73) /1,400                           |
| GH7TB        | 206 (280) /2,500                    | 883 (90) /1,400                           |